# Jolino
 (décembre 2008).
Jolino, de son vrai nom Jolino Kiezowa Kiangala, est un musicien congolais d'expression française, fondateur et chanteur du groupe éponyme. Il est surnommé « le vieux mouké ».
Après plusieurs participations dans différents groupes au Congo et en Suisse, Jolino entame une carrière solo en 1990. En 1994, son album Regard vers le futur rencontre un certain succès. Il est primé « Révélation de l'année » par l'association des chroniqueurs de musique congolais (ACMCO). Également surnommé « Ya mudefend-defend », son action envers la jeunesse lui permet de se voir décerner par l'UNICEF un prix spécial pour la paix pour le morceau Unissons-nous[réf. obsolète].
En 1997, la chanson Makinu mabeto est nommé aux Kora Awards.

## Anciens Musiciens du Groupe Jolino
- [Chanteurs]
- Rio Kazadi Depuis 1993-1995
- Kabossé Bulembi Depuis 1995-1996
- Anthony Sampayo Depuis 1993-1995
- Chai Ngenge Depuis 1995-1999
- Sarbatino Batracien Depuis 1996-1999
- Paparazzi Thoto Depuis 1997-1999
- Jipson Butukondolo Depuis 1997-1998
- Babia Ndonga Chokoro Depuis 2001-2002
- Bendo Son Depuis 2001-2002

- [Animateurs]
- Mister Populaire Depuis 1993-2013
- Théo Mbala Depuis 1993-1996
- Papy Louange Depuis 1996-1998
- CNN Alligator Depuis 1997-1998
- Bill Clinton Kalonji Depuis 1997-1997

- [Guitaristes]
- [Bassistes]
- [Batterie]
- [Percussionnistes]
- Jimmy Mbonda Depuis 1996-1999

- [Synthétiseurs]
- Modeste Modikilo Depuis 2001-2003

- [Danseuses]
- Chantal Mogao Depuis 1994-1996

## Discographie
- 1994 : À bas la violence
- 1996 : Regard sur le futur
- 1997 : Faux pas désespérer
- 1998 : K.O. Spécial
- 2001 : Impact
- 2010 : Formule
- 2012 : Nous Africains

## DVD & VHS Clips
- 1994 : À bas la violence
- 1996 : Regard sur le futur
- 1997 : Faux pas désespérer
- 1999 : K.O. Spécial
- 2001 : Impact
- 2010 : Formule
- 2012 : Nous Africains